# Khem Chand Rewa Chand Fateh Chand Khilnani
Khem Chand Rewa Chand Fateh Chand Khilnani fue un diplomático indio.
En 1937 fue miembro de Lincoln's Inn y llamado al bar de Londres como Barrister at law.
- Fue consejero del Supreme Court of India y del High Court del Punyab.
- En 1949 fue consejero de embajada en París.
- De 1949 a 1951 fue primer secretario de embajada en Praga, Varsovia, Budapest, Tirana, Bucarest y Sofía.
- De 1952 a 1955 fue primer secretario de Alta Comisión en Colombo.
- De 1956 a 1957 fue primer secretario de embajada en Roma.
- De 1957 a 1959 fue consejero y cónsul en El Cairo.
- De 1959 a 1961 fue secretario de enlace del ministerio de comercio y industria y director de la State Trading Corporation of India y la Shipping Corporation of India.

- De 1961 a 1963 fue Alto Comisionado en Nairobi (British Kenya) con acreditación en Salisbury (Federación de Rodesia y Nyasalandia) y tenía Exequatur como Cónsul-General en Ruanda y Burundi.

- De 1964 a marzo de 1967 fue embajador en Bucarest (Rumania) con acreditación en Sofía (Bulgaria).

- De julio de 1967 a 1968 fue embajador en Dakar (Senegal) con acreditación en Abiyán (Costa de Marfil), Uagadugú (Alto Volta), Nuakchot (Mauritania), y comisionado como Alto Comisionado a Banjul (Gambia.
- Fue presidente del tercer Committee on Trade de la United Nations Economic and Social Commission for Asia and the Pacific y fue chefe de una  delegación de la India en Europa Oriental y los estados del Asia Occidental.[1]